# Nexen Tire

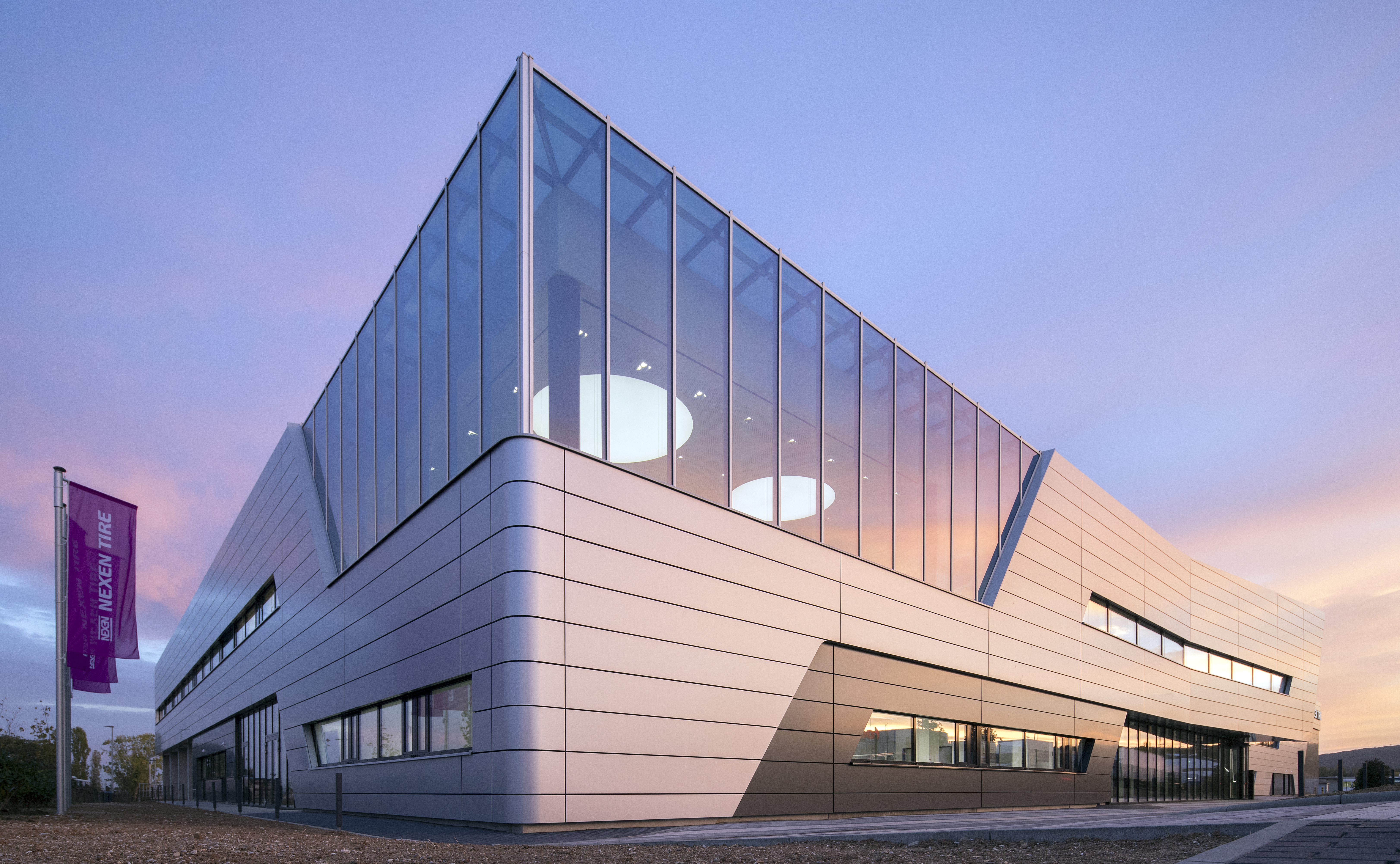
Europäische Technik-Zentrale von Nexen Tire, Nexen Europe Technical Center (NETC)

Die Nexen Tire Corporation (als Eigenbezeichnung kurz: NEXEN) ist ein börsennotierter südkoreanischer Konzern der Reifenbranche mit Hauptsitz in Yangsan, Südkorea.
Das Unternehmen beschäftigt etwa 7000 Mitarbeiter und exportiert Reifen in über 120 Länder weltweit. 2022 gehörte Nexen Tire bei 24 Automobilherstellern zu den Erstausrüstern.

## Geschichte

### Erste Phase von 1942 bis 1979
Etwas später als der ebenfalls koreanische Reifenhersteller Hankook wurde 1942 die Nexen Tire Corporation als Heung-A Rubber Industry gegründet. Infolge des Koreakriegs konnte das Unternehmen erst im August 1956 den ersten koreanischen Reifen produzieren. Im März 1976 wurde Nexen Tire erstmals an der koreanischen Börse KRX gelistet.

### Zweite Phase von 1980 bis 1999
Im Januar 1985 begann der Bau der ersten Fabrik für die Massenproduktion von Radialreifen. Ab 1987 folgte eine Technologiekooperation mit dem französischen Reifenhersteller Michelin. Nach nur vier Jahren endete diese Kooperation, und das Unternehmen arbeitete nunmehr unter dem Namen Woosung Tire. Nach der Beendigung der Kooperation mit Michelin wurde im Anschluss eine technische Kooperation mit dem japanischen Unternehmen Outsu vereinbart.

### Dritte Phase von 2000 bis heute
Zur Jahrtausendwende entschied sich das Unternehmen zu einem Strategiewechsel und änderte seine Corporate Identity. Durch diese Veränderung der Unternehmensausrichtung entstand der heutige Firmen- und Markenname Nexen Tire. Der Name „Nexen“ leitet sich aus der Wortfolge Next  und Century ab.
2003 entschied die Geschäftsleitung Nexen Tires die Herstellung von Diagonalreifen aufzugeben. Es folgten Investitionen in die Herstellung von sogenannten Ultra-High-Performance- (UHP) und Sport-Utility-Vehicle- (SUV) Reifen.
2005 meldete das Unternehmen Nexen Tire ein Patent zur Herstellung eines Gummi-Schichtsilikat-Nano-Verbundwerkstoffes als neue Technologie an. Im selben Jahr wurde die Nexen Tire America Inc. gegründet.
Zu Beginn des Jahres 2006 entschloss sich Nexen Tire zur Errichtung eines zweiten Produktionsstandortes. So wurde im Mai desselben Jahres mit dem Spatenstich in Qingdao, China, der Bau des zweiten Werks begonnen.
2008 erfolgte der Markteintritt in Europa.
2009 begann der Bau des dritten Nexen-Werks in Südkorea. In das Werk in Changnyeong, Gyeongnam, wurden 1,2 Billionen Südkoreanische Won investiert, was etwa 810 Millionen Euro entspricht. In Südkorea steigerte Nexen Tire etwa 2010 seinen Marktanteil auf etwa 20 %. Das zurzeit jüngste Nexen-Tire-Werk ging nach etwa drei Jahren Bauzeit in Betrieb.
Um die Marktpräsenz und die Verfügbarkeit der Nexen-Produkte in Europa zu erhöhen, entschied man im Sommer des Jahres 2014 eine Greenfield-Investition in Höhe von etwa 829 Millionen Euro durchzuführen und das neue Werk in Žatec, Tschechien, zu errichten.
2011 eröffnete Nexen eine Technik-Zentrale in Frankfurt-Höchst. Das Unternehmen wollte damit seine Aktivitäten in Europa verstärken. Ziel war, bis 2015 unter die ersten fünf Reifenhersteller in Europa zu kommen. In der Technik-Zentrale werden in Abstimmung mit Nexens koreanischen Entwicklungszentrum Laufflächenmischungen an die Anforderungen des europäischen Marktes angepasst sowie Reifentests an Fahrzeugen durchgeführt. Nexen verfügt in der Nähe von Kassel über ein Lager für 250.000 Reifen. 2018 bezog Nexen Tire mit seinem Technical Center Europe einen neuen Standort in Kelkheim; er ist etwa zehn Kilometer von Frankfurt-Höchst entfernt. In Kelkheim startete man mit 80 Mitarbeitern.
Ende 2019 eröffnete Nexen ein Entwicklungscenter in den USA.

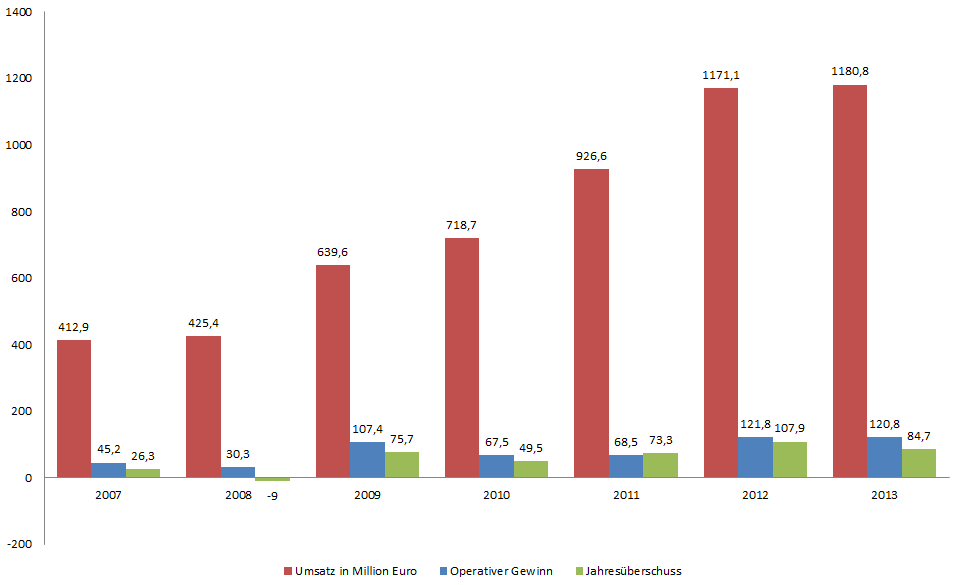
Nexen Tire key figures

## Unternehmen
2013 erzielte Nexen Tire einen Jahresumsatz von umgerechnet 1,18 Milliarden Euro. Bis 2013 konnte Nexen Tire in den vergangenen fünf Jahren seinen Umsatz mehr als verdoppeln.
Bereits 2012 hatten Nexens Werke in Korea und China die Kapazität für etwa 30 Millionen Reifen. Mit dem angekündigten Ausbau von Changyeong und dem Neubau Žatecs wurde Mitte 2014 eine Erhöhung der jährlichen Kapazität angestrebt. 2018 lag die Kapazität bei 40 Millionen Reifen.
2022 wurden im Werk in Tschechien 11 Millionen Reifen hergestellt. Unter den Reifenherstellern stand Nexen 2022 nach Umsatz auf Platz 20.

### Aktionärsstruktur 2014

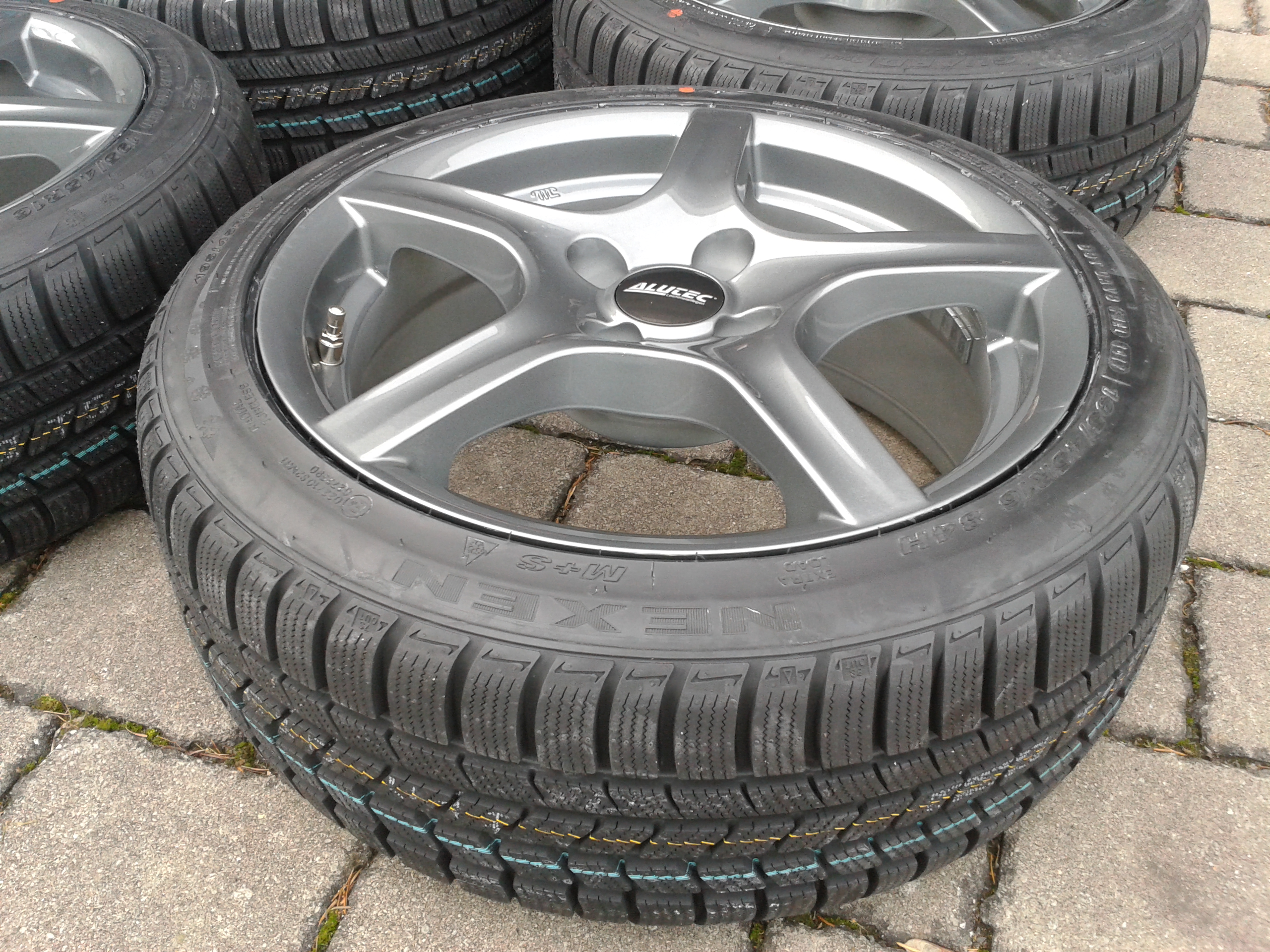
Nexen-Winterreifen WinGuard Sport

| Name/Inhaber                      | Anteile in % |
| --------------------------------- | ------------ |
| Nexen Corp.                       | 40,2         |
| Byung-Joong Kang                  | 20,74        |
| National Pension Service of Korea | 6,84         |
| Ho-Chan Kang                      | 2,52         |
| Nexen Tire Corp.                  | 1,56         |
| Somerset Capital Management LLP   | 1,4          |
| Norges Bank Investment Management | 0,34         |
| Dimensional Fund Advisors LP      | 0,34         |
| PineBridge Investments Asia Ltd.  | 0,33         |
| Nexen Tech Corp.                  | 0,31         |

## Produkte
Nexen Tire stellt schwerpunktmäßig PKW- und SUV-Reifen für Sommer und Winter her. Im Mai 2016 wurde ein neuer Ganzjahresreifen N’Blue 4Season eingeführt. Dieser Reifen schnitt in der Kleinwagengröße 2018 als bester auf Eis ab. Auch ein Ultra High Performance-Winterreifen Winguard Sport 2 gehörte 2022 zum Angebot.

## Sponsoring

### Motorsport
Das Unternehmen unterhält Partnerschaften zum Nexen-Tire-Motorsport-Team und zum Adrenalin-Motorsport-Team. Beide Teams gehen sowohl in der VLN Langstreckenmeisterschaft als auch beim 24-Stunden-Rennen auf dem Nürburgring regelmäßig an den Start.

### Fußball
Nexen Tire wurde 2013 offizieller Partner des Bundesliga-Vereins Eintracht Frankfurt. Außerdem ist er Partner des Premier-League-Vereins Manchester City.